# Melica cepacea
Melica cepacea är en gräsart som först beskrevs av Rodolfo Amando Philippi, och fick sitt nu gällande namn av Frank Lamson Scribner. Melica cepacea ingår i släktet slokar, och familjen gräs. Inga underarter finns listade i Catalogue of Life.